# Çapuling

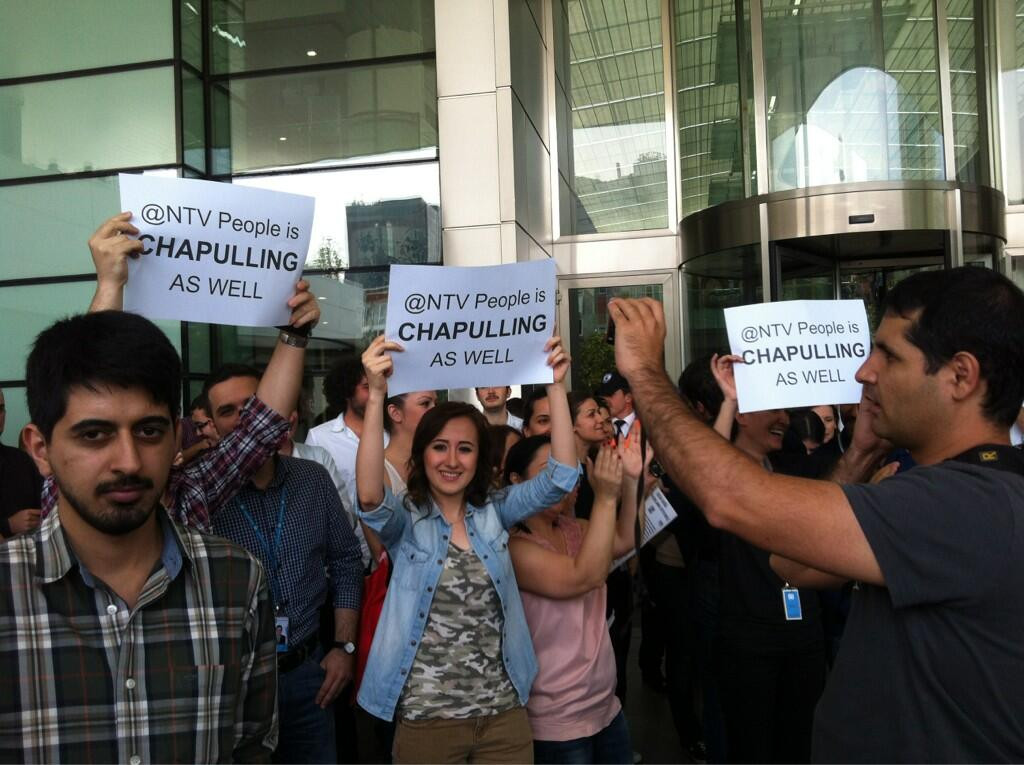
Lavoratori del canale all-news Ntv rivendicano di star "ciapulando".

Çapuling (pronunciato ciapuling e reso anche, con altre grafie, come chapulling o çapulling) è uno pseudoanglicismo della lingua turca, affermatosi come slogan, o parola d'ordine, nel quadro del movimento di protesta politica sorto in Turchia, nel maggio 2013, in opposizione alla decisione governativa di mutare la destinazione d'uso del parco pubblico di Gezi, abbattendone l'alberatura per lasciar spazio alla ricostruzione della Caserma ottomana di Taksim, destinata a ospitare un centro commerciale che, secondo alcune indiscrezioni trapelate, dovrebbe essere affiancato da una moschea.

## Origine e significato
Il termine è stato coniato a partire dalla parola turca "çapulcu" (con connotazioni fortemente negative e traducibili, approssimativamente, con "ladro", "marauder", "vandalo", "saccheggiatore" o "vagabondo") correlato al termine turco "çapul" (saccheggio, bottino). Inizialmente, dopo i primi giorni di protesta, è stato il premier turco Recep Tayyip Erdoğan a far uso del termine "çapulcu" quale epiteto denigratorio con cui intendeva bollare e stigmatizzare, in maniera spregiativa, il comportamento dell'intera platea dei manifestanti. La parola è stato rapidamente oggetto di appropriazione identitaria, da parte degli stessi manifestanti e attivisti, i quali, con occasionali adattamenti della grafia e una decisa traslazione semantica, l'hanno utilizzata a fini di auto-designazione facendola divenire lo slogan della protesta: è stata coniata, così, in una sorta di pseudo-inglese, la forma verbale çapulling, con il significato di "lottare per i diritti individuali".
La valenza del termine è andata oltre i confini del dibattito politico interno alla Turchia: essa è stata accolte e ripresa in ambito giornalistico in molte regioni del globo: il termine è stato adottato, ad esempio, dal linguista Noam Chomsky, il quale, manifestando il suo sostegno al movimento di protesta, ha definito sé stesso un chapuller.